# Agamyxis albomaculatus
Agamyxis albomaculatus (Агамикс білоплямистий) — вид прісноводних риб з роду Agamyxis родини Бронякові ряду сомоподібні. Утримують також в акваріумах.

## Опис
Сягає 15 см (в акваріумі — 10 см) завдовжки. Голова велика. Є 3 пари вусів. Тулуб кремезний, витягнутий, сплощений зверху, трикутний в розрізі, яке звужується до хвостового плавця. Самець стрункіший, самиця має велике черево. Уздовж бічної лінії проводяться кісткові пластинки. Спинний плавець трикутної форми, перший промінь має зубці. Жировий плавець маленький. Анальний плавець великий, добре розвинений. Хвостовий плавець має закруглену форму. Грудні плавці витягнуті, перший промінь довгим, міцним і зазубреним променем. Черевні плавці маленькі та округлі.
Забарвлення голова і тулуба, плавців коричнево-чорні, вкриті округлими плямочками жовтого кольору. На хвостовому плавці плями зливаються у 2 рядка поперечних смуг. У молоді ці плямочки блискучого білого кольору. На вусах темні та світлі смуги чергуються між собою.

## Спосіб життя
Є демерсальною рибою. Зустрічається біля зарослих берегів, на мілині, серед численних корчів, під впалими деревами. Вдень ховається серед корчів, рослин, у печерках. Активна в присмерку та вночі. Живиться дрібними ракоподібними, молюсками, водоростями. Шукає поживу біля дна.
Статева зрілість настає у віці 2 років. Самиця розвивається швидше за самця.
Тривалість життя становить 17 років.

## Розповсюдження
Мешкає у басейні річки Оріноко — в межах Венесуели.

## Утримання в акваріумі
Миролюбна риба, яка легко співіснує з іншими. Веде нічний спосіб життя, вдень ховається в укриттях. Мінімальний розмір акваріума 100 літрів з різноманітними укриттями. Параметри води: жорсткість до 25°, pH 6,0—7,5, температура 25—30 °C. Годувати краще живим кормом.